# Copa Davis de 1989
A Copa Davis de 1989 foi a 78ª edição da principal competição do tênis masculino. No grupo mundial, 16 equipes disputaram a competição, que terminou no dia 17 de dezembro de 1989. No total, 79 times participaram do torneio. Neste ano, foi introduzido o tiebreak nas partidas da competição. A fórmula de disputa, a partir deste ano, foi aperfeiçoada, fazendo que os promovidos do Grupo I dos zonais enfrentassem os derrotados na primeira rodada do Grupo Mundial.

## Grupo Mundial
| Equipes Participantes | Equipes Participantes | Equipes Participantes | Equipes Participantes |
| Alemanha Ocidental    | Austrália             | Áustria               | Dinamarca             |
| Espanha               | Estados Unidos        | França                | Indonésia             |
| Israel                | Iugoslávia            | Itália                | México                |
| Paraguai              | Suécia                | Tchecoslováquia       | União Soviética       |
| --------------------- | --------------------- | --------------------- | --------------------- |

### Jogos
|  | 1ª fase 3-5 de fevereiro      | 1ª fase 3-5 de fevereiro |                               |   | Quartas-de-finais 7-9 de abril | Quartas-de-finais 7-9 de abril |  |  | Semi-finais 21-23 de julho | Semi-finais 21-23 de julho |  |  | Final 15-17 de dezembro | Final 15-17 de dezembro |
|  |                               |                          |                               |   |                                |                                |  |  |                            |                            |  |  |                         |                         |
|  | Malmö, Suécia                 |                          |                               |   |                                |                                |  |  |                            |                            |  |  |                         |                         |
|  |                               |                          |                               |   |                                |                                |  |  |                            |                            |  |  |                         |                         |
|  | Suécia                        | 4                        |                               |   |                                |                                |  |  |                            |                            |  |  |                         |                         |
|  | Suécia                        | 4                        | Viena, Áustria                |   |                                |                                |  |  |                            |                            |  |  |                         |                         |
|  | Itália                        | 1                        |                               |   |                                |                                |  |  |                            |                            |  |  |                         |                         |
|  | Itália                        | 1                        | Suécia                        | 3 |                                |                                |  |  |                            |                            |  |  |                         |                         |
|  | Viena, Áustria                |                          | Suécia                        | 3 |                                |                                |  |  |                            |                            |  |  |                         |                         |
|  |                               | Áustria                  | 2                             |   |                                |                                |  |  |                            |                            |  |  |                         |                         |
|  | Austrália                     | Áustria                  | 2                             | 0 |                                |                                |  |  |                            |                            |  |  |                         |                         |
|  | Austrália                     |                          | Båstad, Suécia                | 0 |                                |                                |  |  |                            |                            |  |  |                         |                         |
|  | Áustria                       | 5                        |                               |   |                                |                                |  |  |                            |                            |  |  |                         |                         |
|  | Áustria                       | 5                        | Suécia                        | 4 |                                |                                |  |  |                            |                            |  |  |                         |                         |
|  | Belgrado, Iugoslávia          |                          | Suécia                        | 4 |                                |                                |  |  |                            |                            |  |  |                         |                         |
|  |                               | Iugoslávia               | 1                             |   |                                |                                |  |  |                            |                            |  |  |                         |                         |
|  | Iugoslávia                    | Iugoslávia               | 1                             | 4 |                                |                                |  |  |                            |                            |  |  |                         |                         |
|  | Iugoslávia                    | Split, Iugoslávia        |                               | 4 |                                |                                |  |  |                            |                            |  |  |                         |                         |
|  | Dinamarca                     | 1                        |                               |   |                                |                                |  |  |                            |                            |  |  |                         |                         |
|  | Dinamarca                     | 1                        | Iugoslávia                    | 4 |                                |                                |  |  |                            |                            |  |  |                         |                         |
|  | Marbella, Espanha             |                          | Iugoslávia                    | 4 |                                |                                |  |  |                            |                            |  |  |                         |                         |
|  |                               | Espanha                  | 1                             |   |                                |                                |  |  |                            |                            |  |  |                         |                         |
|  | Espanha                       | Espanha                  | 1                             | 3 |                                |                                |  |  |                            |                            |  |  |                         |                         |
|  | Espanha                       |                          | Stuttgart, Alemanha Ocidental | 3 |                                |                                |  |  |                            |                            |  |  |                         |                         |
|  | México                        | 2                        |                               |   |                                |                                |  |  |                            |                            |  |  |                         |                         |
|  | México                        | 2                        | Suécia                        | 2 |                                |                                |  |  |                            |                            |  |  |                         |                         |
|  | Fort Myers, EUA               |                          | Suécia                        | 2 |                                |                                |  |  |                            |                            |  |  |                         |                         |
|  |                               | Alemanha Ocidental       | 3                             |   |                                |                                |  |  |                            |                            |  |  |                         |                         |
|  | Paraguai                      | Alemanha Ocidental       | 3                             | 0 |                                |                                |  |  |                            |                            |  |  |                         |                         |
|  | Paraguai                      | San Diego, EUA           |                               | 0 |                                |                                |  |  |                            |                            |  |  |                         |                         |
|  | Estados Unidos                | 5                        |                               |   |                                |                                |  |  |                            |                            |  |  |                         |                         |
|  | Estados Unidos                | 5                        | Estados Unidos                | 5 |                                |                                |  |  |                            |                            |  |  |                         |                         |
|  | Tel Aviv, Israel              |                          | Estados Unidos                | 5 |                                |                                |  |  |                            |                            |  |  |                         |                         |
|  |                               | França                   | 0                             |   |                                |                                |  |  |                            |                            |  |  |                         |                         |
|  | Israel                        | França                   | 0                             | 1 |                                |                                |  |  |                            |                            |  |  |                         |                         |
|  | Israel                        |                          | Munique, Alemanha Ocidental   | 1 |                                |                                |  |  |                            |                            |  |  |                         |                         |
|  | França                        | 4                        |                               |   |                                |                                |  |  |                            |                            |  |  |                         |                         |
|  | França                        | 4                        | Estados Unidos                | 2 |                                |                                |  |  |                            |                            |  |  |                         |                         |
|  | Praga, Tchecoslováquia        |                          | Estados Unidos                | 2 |                                |                                |  |  |                            |                            |  |  |                         |                         |
|  |                               | Alemanha Ocidental       | 3                             |   |                                |                                |  |  |                            |                            |  |  |                         |                         |
|  | União Soviética               | Alemanha Ocidental       | 3                             | 1 |                                |                                |  |  |                            |                            |  |  |                         |                         |
|  | União Soviética               | Praga, Tchecoslováquia   |                               | 1 |                                |                                |  |  |                            |                            |  |  |                         |                         |
|  | Tchecoslováquia               | 4                        |                               |   |                                |                                |  |  |                            |                            |  |  |                         |                         |
|  | Tchecoslováquia               | 4                        | Tchecoslováquia               | 2 |                                |                                |  |  |                            |                            |  |  |                         |                         |
|  | Karlsruhe, Alemanha Ocidental |                          | Tchecoslováquia               | 2 |                                |                                |  |  |                            |                            |  |  |                         |                         |
|  |                               | Alemanha Ocidental       | 3                             |   |                                |                                |  |  |                            |                            |  |  |                         |                         |
|  | Indonésia                     | Alemanha Ocidental       | 3                             | 0 |                                |                                |  |  |                            |                            |  |  |                         |                         |
|  | Indonésia                     |                          |                               | 0 |                                |                                |  |  |                            |                            |  |  |                         |                         |
|  | Alemanha Ocidental            | 5                        |                               |   |                                |                                |  |  |                            |                            |  |  |                         |                         |
|  | Alemanha Ocidental            | 5                        |                               |   |                                |                                |  |  |                            |                            |  |  |                         |                         |

### Final
| Alemanha Ocidental 3 | Schleyerhalle, Stuttgart, Alemanha Ocidental 15 de dezembro - 17 de dezembro carpete indoor | Schleyerhalle, Stuttgart, Alemanha Ocidental 15 de dezembro - 17 de dezembro carpete indoor | Suécia 2 |      |      |      |     |  |
| \| \| \| \| 1 \| 2 \| 3 \| 4 \| 5 \| \| \| - \| \| -------------------------------------------------------- \| ---- \| ---- \| ---- \| ---- \| --- \| \| \| 1 \| \| Carl-Uwe Steeb Mats Wilander \| 7 5 \| 60 7 \| 7 64 \| 2 6 \| 3 6 \| \| \| 2 \| \| Boris Becker Stefan Edberg \| 6 2 \| 6 2 \| 6 4 \| \| \| \| \| 3 \| \| Boris Becker / Eric Jelen Jan Gunnarsson / Anders Järryd \| 7 66 \| 6 4 \| 3 6 \| 64 7 \| 6 4 \| \| \| 4 \| \| Boris Becker Mats Wilander \| 6 2 \| 6 0 \| 6 2 \| \| \| \| \| 5 \| \| Carl-Uwe Steeb Stefan Edberg \| 2 6 \| 4 6 \| \| \| \| \| |                                                                                             |                                                                                             |          |      |      |      |     |  |
| |                                                                                             |                                                                                             | 1        | 2    | 3    | 4    | 5   |  |
| 1 | Alemanha Ocidental · Suécia                                                                 | Carl-Uwe Steeb Mats Wilander                                                                | 7 5      | 60 7 | 7 64 | 2 6  | 3 6 |  |
| 2 | Alemanha Ocidental · Suécia                                                                 | Boris Becker Stefan Edberg                                                                  | 6 2      | 6 2  | 6 4  |      |     |  |
| 3 | Alemanha Ocidental · Suécia                                                                 | Boris Becker / Eric Jelen Jan Gunnarsson / Anders Järryd                                    | 7 66     | 6 4  | 3 6  | 64 7 | 6 4 |  |
| 4 | Alemanha Ocidental · Suécia                                                                 | Boris Becker Mats Wilander                                                                  | 6 2      | 6 0  | 6 2  |      |     |  |
| 5 | Alemanha Ocidental · Suécia                                                                 | Carl-Uwe Steeb Stefan Edberg                                                                | 2 6      | 4 6  |      |      |     |  |

### Campeão
| Copa Davis de 1989                   |
| ------------------------------------ |
| ALEMANHA OCIDENTAL Campeão 2º título |

## Grupos Regionais

### Repescagem
As partidas da repescagem aconteceram entre os dias 21 e 23 de abril, entre os perdedores da 1ª rodada do Grupo Mundial e os vencedores do Grupo I.
| Local            | Time local    | Placar | Visitante       |
| ---------------- | ------------- | ------ | --------------- |
| Eastbourne       | Reino Unido   | 2-3    | Argentina       |
| Lima             | Peru          | 2-3    | Austrália       |
| Aarhus           | Dinamarca     | 1-4    | Itália          |
| Auckland         | Nova Zelândia | 4-1    | Hungria         |
| Best             | Países Baixos | 5-0    | Indonésia       |
| Seul             | Coreia do Sul | 1-4    | Israel          |
| Cidade do México | México        | 4-1    | União Soviética |
| Langenthal       | Suíça         | 5-0    | Paraguai        |

### Zona das Américas
| Grupo I - Argentina - Brasil - Canadá - Equador - Peru - Uruguai | Grupo II - Bahamas - Bolívia - Chile - Colômbia - Cuba - República Dominicana - Jamaica - Venezuela |

### Zona da Ásia/Oceania
| Grupo I - China - Hong Kong - Índia - Japão - Nova Zelândia - Filipinas - Coreia do Sul | Grupo II - Bangladesh - Bahrein - Taipé Chinês - Iraque - Jordânia - Kuwait - Malásia - Paquistão - Singapura - Sri Lanka - Síria - Tailândia |

### Zona da Europa/África
| Grupo I - Finlândia - Reino Unido - Hungria - Irlanda - Países Baixos - Nigéria - Portugal - Romênia - Senegal - Suíça - Zimbábue | Grupo II/África - Argélia - Camarões - Costa do Marfim - Egito - Gana - Quênia - Líbia - Marrocos - Tunísia | Grupo II/Europa - Bélgica - Bulgária - Chipre - Grécia - Luxemburgo - Malta - Mónaco - Noruega - Polônia - Turquia |

## Ligações Externas
(em inglês) Site Oficial[ligação inativa]